# Los Fermines

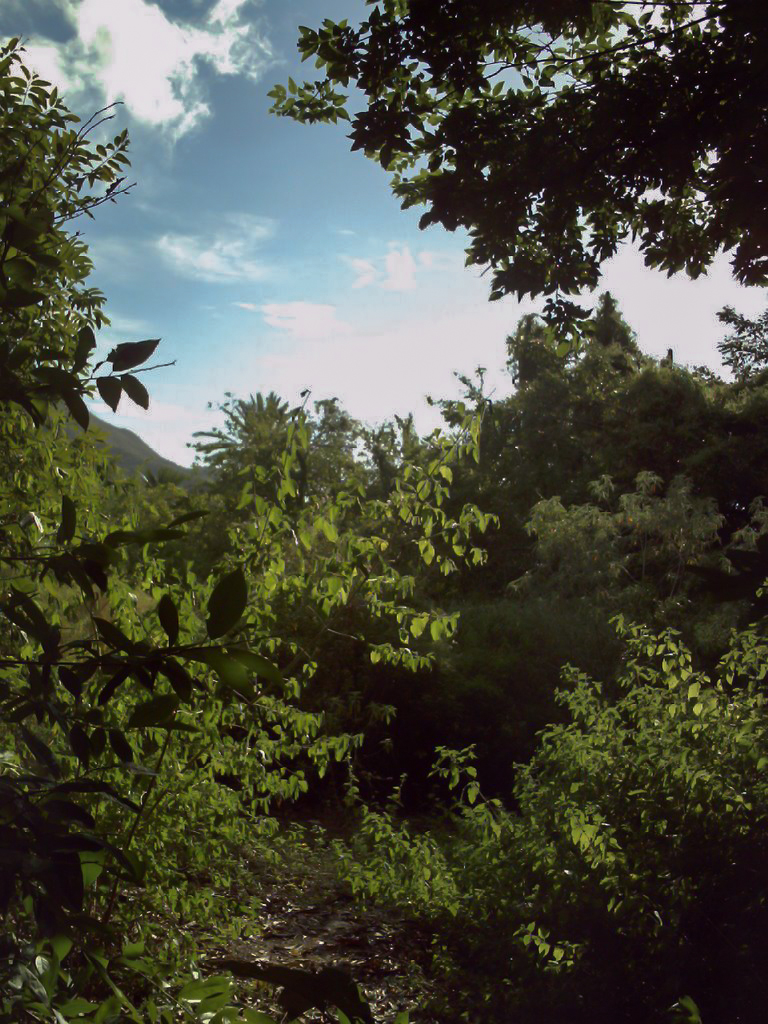
Huerta en Los Fermines.

Los Fermines es un caserío que forma parte del Municipio Díaz, Nueva Esparta, Venezuela. Ubicado en las laderas del cerro Valle Hondo. El caserío se encuentra dividido por los siguientes sectores: calle Sucre, calle Libertad (Boulevard Etanislao Lao Marcano 1992), calle José Augusto Millán, Las Huertas, Puerto e' Tabla, el Rincón del Perro, Concha e' Coco, el Dique y Calle la Feria. Los Fermines cuenta con varios recursos acuíferos dentro de los que destaca el río de San Juan que surte de agua al Dique de San Juan. 

## Etimología
Existe dos hipótesis acerca del origen del nombre del lugar. La primera, se debe al español Manuel de Clemente y Fermín, uno de los primeros habitantes y dueño de las tierras de Valle Hondo. La segunda,  Don Fermín se posesionó de las tierras de Valle Hondo (el Dique y sus alrededores) y que según tuvo muchos hijos y estos a su vez fueron regando el apellido por el sector.